# Michèle Jacot
Michèle Jacot nació el 5 de enero de 1952 en Le Pont-de-Beauvoisin (Francia), es una esquiadora retirada que ganó 1 Campeonato del Mundo (3 Medallas en total), 1 General de la Copa del Mundo (y 1 Copa del Mundo en disciplina de Eslalon Gigante) y 10 victorias en la Copa del Mundo de Esquí Alpino (con un total de 20 podiums).

## Resultados

### Juegos Olímpicos de Invierno
- 1976 en Innsbruck, Austria
  - Eslalon Gigante: 13.ª

### Campeonatos Mundiales
- 1970 en Val Gardena, Italia
  - Combinada: 1.ª
  - Eslalon: 3.ª
  - Eslalon Gigante: 4.ª
  - Descenso: 8.ª
- 1974 en St. Moritz, Suiza
  - Eslalon: 2.ª
  - Descenso: 15.ª

### Copa del Mundo

#### Clasificación general Copa del Mundo
- 1967-1968: 34.ª
- 1968-1969: 8.ª
- 1969-1970: 1.ª
- 1970-1971: 2.ª
- 1971-1972: 11.ª
- 1973-1974: 26.ª
- 1974-1975: 20.ª

#### Clasificación por disciplinas (Top-10)
- 1968-1969:
  - Eslalon Gigante: 2.ª
  - Descenso: 8.ª
  - Eslalon: 10.ª
- 1969-1970:
  - Eslalon Gigante: 1.ª
  - Eslalon: 2.ª
  - Descenso: 4.ª
- 1970-1971:
  - Eslalon Gigante: 2.ª
  - Eslalon: 5.ª
  - Descenso: 6.ª
- 1971-1972:
  - Eslalon: 8.ª
  - Eslalon Gigante: 9.ª
  - Descenso: 10.ª

#### Victorias en la Copa del Mundo (10)

##### Descenso (1)
| Fecha               | Lugar   |
| ------------------- | ------- |
| 20 de enero de 1971 | Schruns |

##### Eslalon Gigante (6)
| Fecha                 | Lugar        |
| --------------------- | ------------ |
| 9 de febrero de 1969  | Vipiteno     |
| 14 de marzo de 1969   | Mt. St. Anne |
| 4 de enero de 1970    | Oberstaufen  |
| 7 de febrero de 1970  | Vancouver    |
| 8 de enero de 1971    | Oberstaufen  |
| 20 de febrero de 1971 | Sugarloaf    |

##### Eslalon (3)
| Fecha                   | Lugar       |
| ----------------------- | ----------- |
| 12 de diciembre de 1969 | Val-d'Isère |
| 6 de enero de 1970      | Grindelwald |
| 9 de enero de 1971      | Oberstaufen |